# Salgótarján
Salgótarján [š-] (slovensky a česky Šalgov-Tarjany, německy Schalgotarjan) je město v severním Maďarsku, hlavní město župy Nógrád (Novohrad). Leží u hranic se Slovenskem a žije zde přibližně 31 tisíc obyvatel.

## Geografie
Město se prostírá v pohoří Cserhát (Cerová vrchovina), v sevřeném údolí Tarjánského potoka (přítok Zagyvy). Jeho okolí je kopcovité a lesnaté, s mnoha zříceninami a rozhlednami. Nejvyšším bodem území města je pohraniční vrch Karanč (725 m n.m.), dalšími jsou Szilváskő (628 m), Salgó (625 m), Somlya (584 m), Pécs-kő (543 m). Údolí klesá na úroveň 210 m – z tohoto pohledu je Salgótarján nejvýše položeným maďarským župním městem.

## Podnebí
Průměrná roční teplota se zde pohybuje o 1–2 °C níže, než je celomaďarský průměr. Tento stav je dán především kopci v okolí. Převládá severozápadní i severovýchodní vítr, počet slunečních dní se zde pohybuje okolo 1600–1850 za rok. 

## Název
Název je složenina ze staromaďarských slov salgó „svítící“ (název vrchu a hradu severovýchodně od města) a Tarján, což je jméno maďarského kmene, který tuto oblast v době raného středověku dobyl.

## Historie
Sídlo má historii od středověkých dob, ale dlouho se jednalo pouze o nevýznamnou vesnici na cestě z Hatvanu do Lučence. Ve 13. století tu vznikl hrad a byl tu i kostel. Ve století čtrnáctém byl jeho vlastníkem rod Szécsényiů. V roce 1450 jej získali na krátkou dobu husité, aby jej o deset let později dobyl uherský král Matyáš Korvín. V této době už je také zmiňováno podhradí pod hradem Salgó.

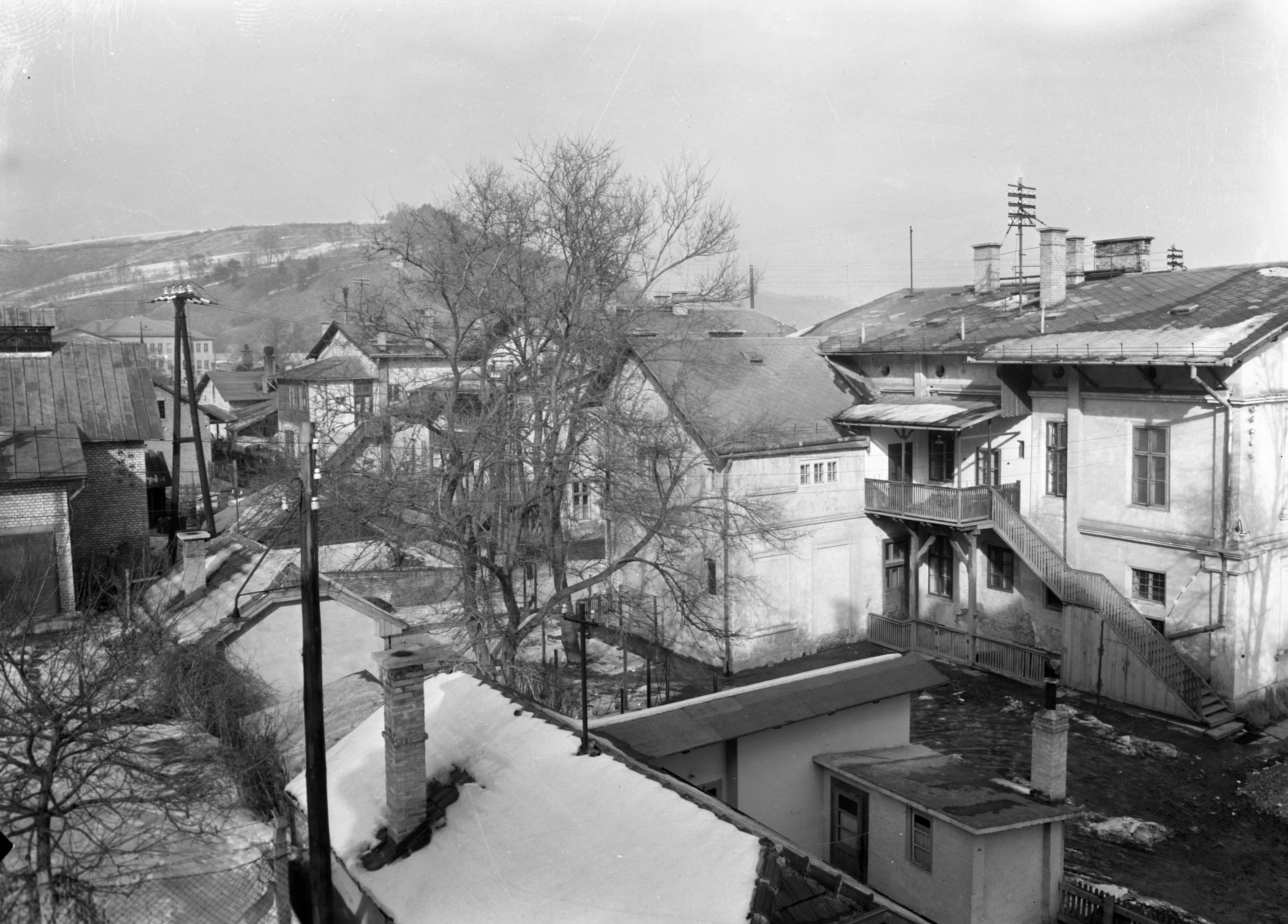
Staré domy v 50. letech 20. století.

V 17. století byl hrad opuštěn, ale ani po příchodu nových osadníků se vesnice výrazněji nerozvíjela. Stála zde kovárna a mlýn, žilo tu dle tehdejších záznamů 247 obyvatel. Po obléhání hradu Fiľakovo v roce 1682 byla osada (Salgó) po nějakou dobu opět opuštěná, neboť se místní rozutekli do vzdálenějších krajů, kde nehrozilo turecké nebezpečí. V 18. století bylo město znovu zalidněno, byť jen malým počtem kolonistů. Objevili se zde kromě Maďarů také Slováci a Rusíni. Po vyhnání Turků se místo dostalo do držení hraběte Ottó Kristófa Volkra, kterého po jeho smrti bez dědice získal na počátku 18. století baron Ferenc Szluha.
V roce 1821 město zasáhl rozsáhlý požár, při němž vyhořel místní kostel. Ten byl následně v 60. letech 19. století obnoven, přestavěn a rozšířen. V polovině 19. století mělo tehdejší sídlo asi 800 lidí a celkový počet obyvatel vesnic v dnešních hranicích města činil cca 3500 obyvatel. V 40. letech téhož století poničila tehdejší sídlo povodeň.
Mnohé se změnilo s nástupem průmyslové revoluce a objevením uhlí v této lokalitě. Naleziště lignitu bylo objeveno v roce 1850. V polovině 19. století začal prudký rozvoj a příliv nových obyvatel, kteří se sem stěhovali za prací. Ti však nebyli vždy Maďaři, přicházela i nemalá část příslušníků jiných národností tehdejšího Slovenska. Díky jednotnému školství však byli postupně maďarizováni. V roce 1867 sem byla přivedena železnice z Pešti přes Hatvan, nicméně uhelný důl a průmyslový rozvoj města již probíhaly po nějakou dobu. Vznikla i sklárna a ocelárna. Roku 1870 byla otevřena první nemocnice, přesněji hornický špitál. Tehdy překonalo město hranici deseti tisíc obyvatel.

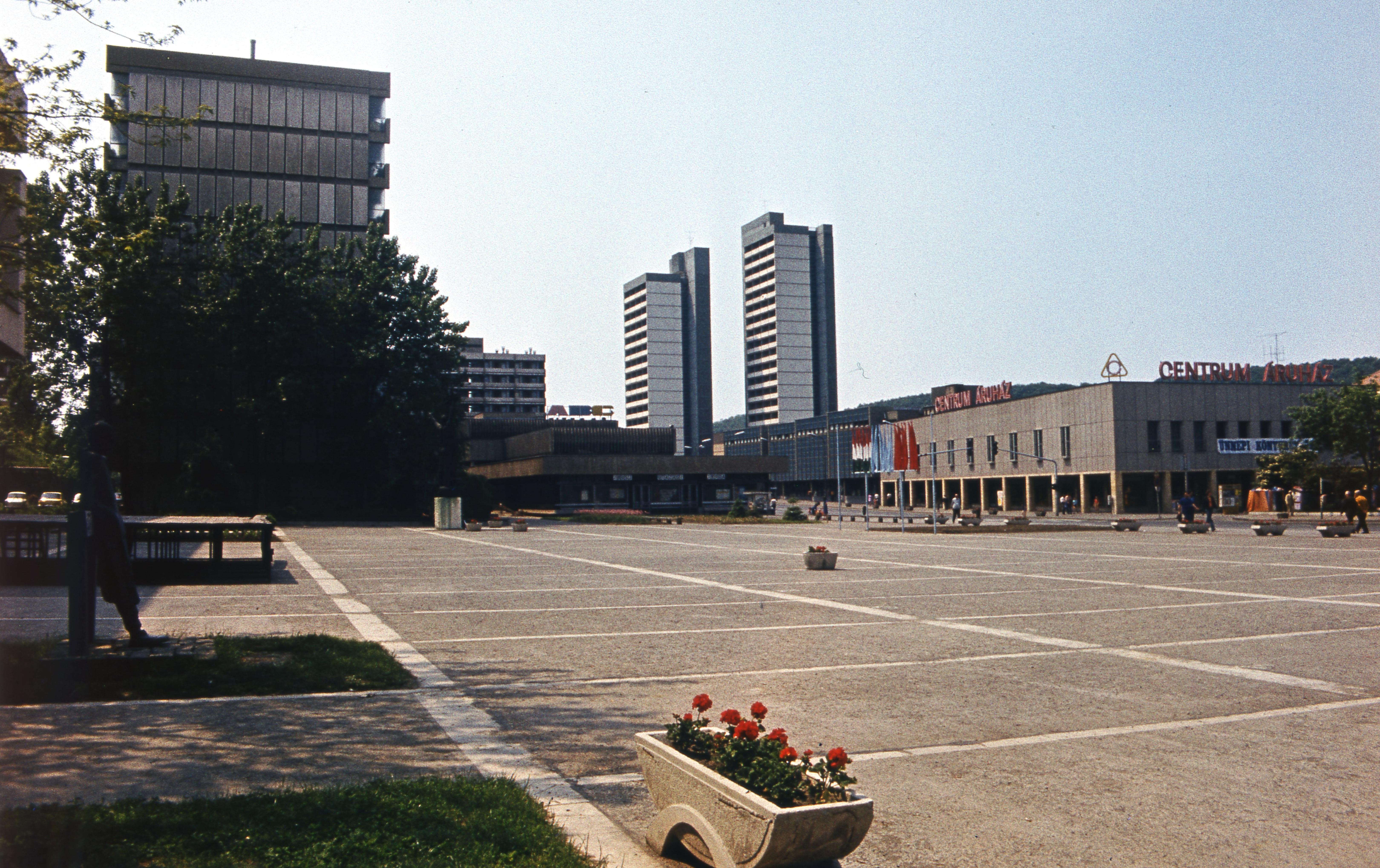
Střed města v 70. letech 20. století.

V roce 1922 získal Salgótarján status města. Během druhé světové války zde došlo k nějakým škodám, podařilo se je ale rychle napravit. Po územněsprávní reformě v roce 1950 se dokonce stal župním městem. Do té doby byl střediskem župy Nógrád menší Balassagyarmat. Přesun institucí byl dokončen roku 1952, neboť ještě dva roky trvalo, než bylo možné zde pořádat zasedání župního sněmu v důstojné budově. 
V roce 1956 zde bylo při maďarském povstání zabito okolo stovky lidí.
Po několik dalších dekád město prosperovalo coby středisko těžkého průmyslu, byla k němu připojena řada okolních vesnic a vznikla velká sídliště. Mezi jedno z nich patří např. i sídliště Kemerovo pojmenované po ruském městě, s nímž udržoval Salgótarján partnerské vztahy. Další bylo Banskobystrické sídliště nebo Gorkého sídliště. V podobě panelového souboru bylo vybudováno i nové centrum města s hlavním náměstím (maďarsky Fő tér), kterému dominují výškové budovy, dlouhé bloky a kulturní a konferenční centrum Józsefa Atilly. První výškovou budovou zde byl hotel Karancs, který vznikl v letech 1960 až 1964. Ve srovnání s jinými městy nicméně Salgótarján omezuje hornatá krajina a tak se nová výstavba realizovala hlavně v údolích nebo na svazích kopců.
Po roce 1990 byly v souvislosti s útlumem těžby uhlí v Maďarsku (zahájené ještě před pádem komunistického režimu) doly zavřeny a průmysl upadl, což mělo za následek velkou nezaměstnanost. První z velkých podniků zde zkrachoval v roce 1993. V roce 1992 sem přesídlila společnost Budapesti Rádiótechnikai Gyár (Budapešťský závod na výrobu rádiové techniky), což mělo situaci do jisté míry zmírnit.
Roku 1994 byl povýšen na statutární město, resp. město se župním právem (původní podmínku minimálně 50 tisíc obyvatel nesplňoval, ale nově byl tento titul přidělen všem župním městům).

## Administrativní dělení
Město tvoří celkem 16 místních částí, z nichž 5 jsou bývalé vesnice, které byly připojeny k městu v souvislosti s jeho rychlým rozvojem. Území města se táhne až ke slovenské hranici.

## Ekonomika

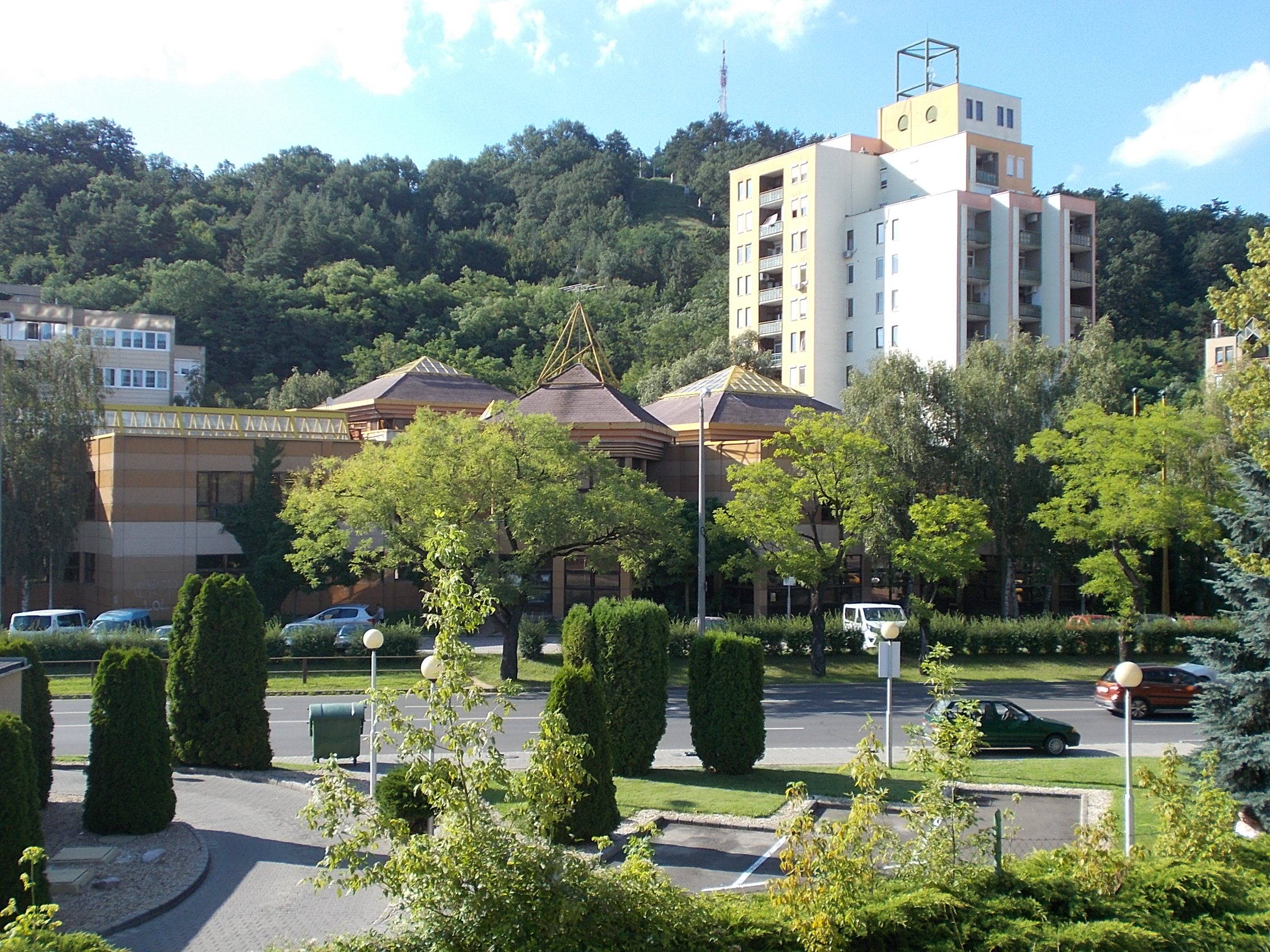
Městská knihovna a okolní domy.

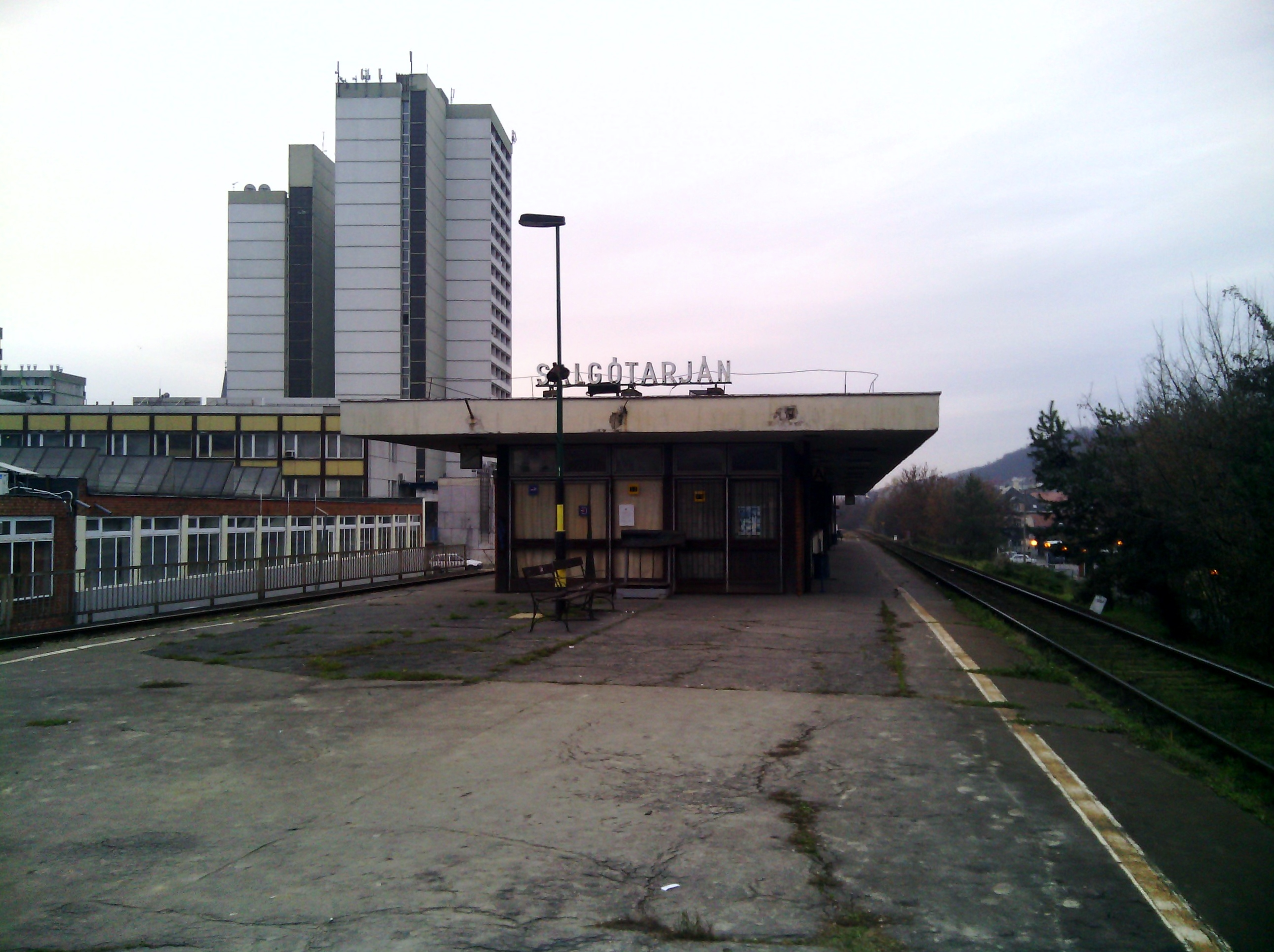
Hlavní nádraží v roce 2014.

Až do 70. let 20. století hrál prim především těžební průmysl. Poté padlo rozhodnutí postavit ve městě a v jeho okolí strojírenské závody a lehký průmysl. Tradice výroby oceli, která zde dosahovala sta let, v podstatě zanikla. Až do 90. let 20. století zde byla přítomná také sklářská výroba, vyráběna byla např. skelná vata.

## Kultura
Ve městě stojí již zmíněné kulturní a konferenční centrum Józsefa Atilly. Kromě toho se zde každý rok pořádá Dixieland festival, kdy navštěvují město různé folkové kapely a festival župy Nógrád (Novohrad), který se zaměřuje na lidovou kulturu a hudbu.
Dále se zde nachází městská knihovna, která nese název po Bálitu Balassovi.
V Salgótarjánu není velké množství historických památek nebo jiných staveb. Dochoval se zde ale značný počet památníků z dob existence Maďarské lidové republiky.

## Pamětihodnosti a turistika
[[Soubor:Salgótarján, downtown.jpg|right|thumb|Střed města.]

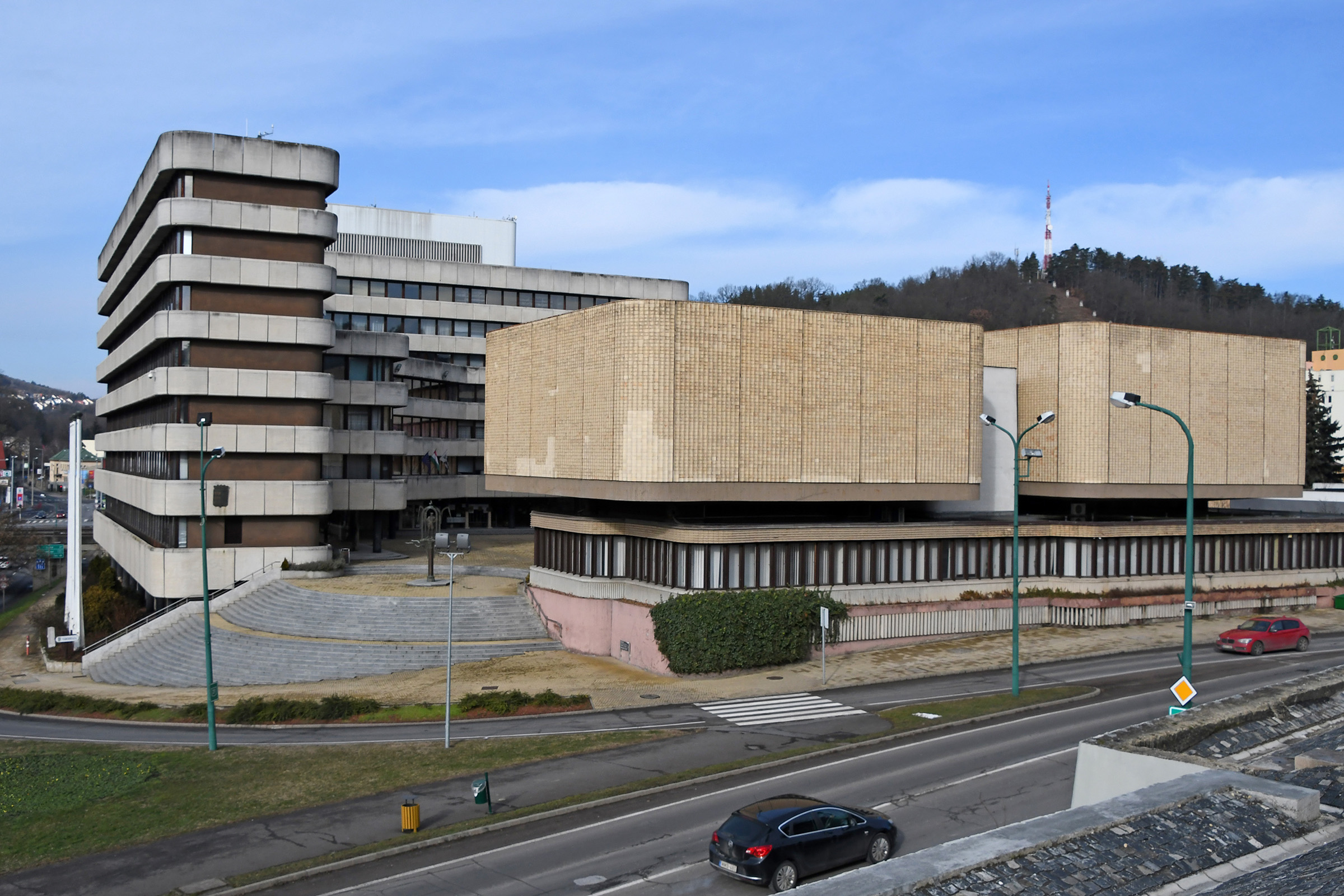
Radnice a muzeum

- hrad Salgó, který dal části města název.
- Hornické muzeum, které připomíná stoletou tradici místní těžby.

Město se rozšiřovalo a rozvíjelo hlavně v 2. polovině 20. století a tak se zde nachází řada brutalistních staveb, např. místní radnice.
V okolí se nachází řada zajímavých míst a především turistických tras, které vedou např. až k vrcholům Karanč a Malý Karanč na slovenské hranici.

## Doprava
Městem prochází v severo-jižním směru silnice celostátního významu č. 21, která vede z Hatvanu přes Salgótarján k státní hranici se Slovenskem a odtud jako silnice č. 71 vede do Fiľakova a do Lučence. Odbočuje silnice č. 22 směr Szécsény – Balassagyarmat. 
Ve stejném směru je potom vedena rovněž i železniční trať, která je vedená samotným středem města. Okolo Salgótarjánu se nachází řada snesených tratí, většinou dříve významných z hlediska nákladní dopravy.
Dálniční spojení město nemá.

## Partnerská města
- Banská Bystrica, Slovensko
- Doncaster, Spojené království
- Gliwice, Polsko
- Kemerovo, Rusko
- Lučenec, Slovensko
- Nacka, Švédsko
- Valenciennes, Francie
- Vantaa, Finsko
- Vigarano Mainarda, Itálie